# Kerekfoltú törpebusalepke
A kerekfoltú törpebusalepke (Spialia orbifer) a busalepkefélék családjába tartozó, Délkelet-Európában, Nyugat- és Közép-Ázsiában honos lepkefaj. 

## Megjelenése
A kerekfoltú törpebusalepke szárnyfesztávolsága 1,9-2,6 cm. A szárnyak felső oldalának alapszíne bársonyos barnásfekete. A szárnyakon szögletes fehér foltok láthatók, ezek mintázata alapján lehet elkülöníteni közeli rokonaitól. A foltok rajzolata viszonylag rendezett és szabályos sorokból áll. Az elülső szárny fonákja fakó sötétszürke, a felső szegély mentén sárgás olajzöld. Az elülső szárny fonákján a szélső foltsor fehér, nyílhegy alakú foltokból áll, a hátulsón a foltok élesek, nagyok, lekerekítettek, a fehér rajzolati elemek összterjedelme viszonylag kicsi.
A fehér foltok mérete változatos. A frissen kelt példányok lilásan irizálnak.
Petéje félgömb alakú, világoszöld színű, hosszanti bordákkal.
Hernyója fekete, két oldalán szelvényenként egy-egy sárga ponttal. A feje fekete, mögötte sárga gyűrűvel.

### Hasonló fajok
Közeli rokonaitól (nyugati törpebusalepke, feles busalepke, nagy busalepke, homályos busalepke, kis busalepke, hegyi busalepke) nehéz elkülöníteni, az ivarszervek mikroszkópos vizsgálatára is szükség lehet. 

## Elterjedése
Délkelet-Európában (Kárpát-medence, Balkán, Szicília, Krím), Kis-Ázsiában, a Közel-Keleten, a Kaukázusban, Iránban és Közép-Ázsiában honos. Magyarországon többfelé előfordul, helyenként gyakori is lehet.

## Életmódja
Száraz, meleg rétek, gyepek, legelők, sztyepprétek lepkéje. 
Évente két nemzedéke nevelkedik. Az első nemzedék imágói április-júniusban, a másodiké július-szeptemberben láthatóak. A hernyók pimpó-fajok (Potentilla spp.), vérfű-fajok (Sanguisorba spp.), málna (Rubus idaeus) leveleivel táplálkoznak. A hernyók áttelelnek, majd tavasszal bebábozódnak.
Magyarországon védett, természetvédelmi értéke 10 000 Ft.

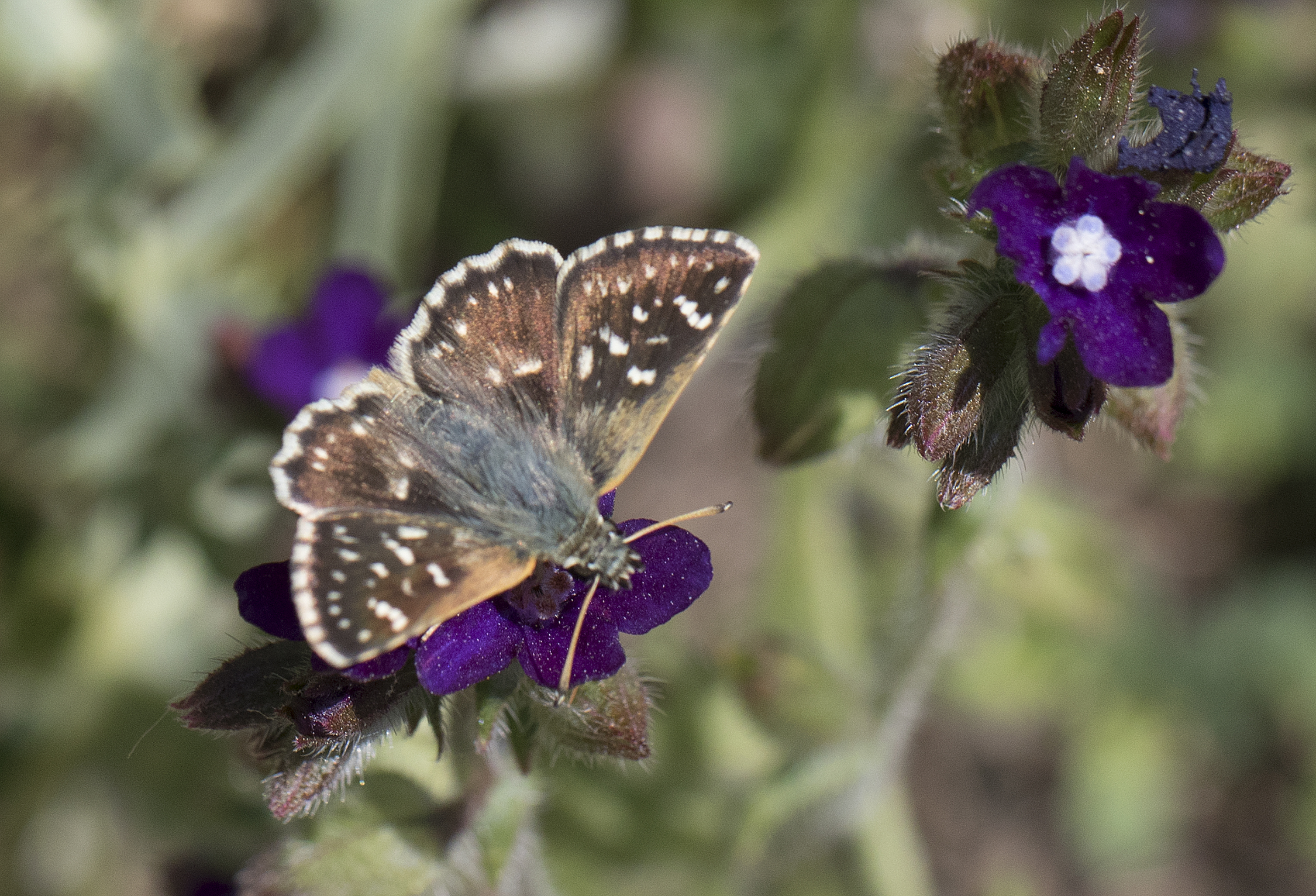
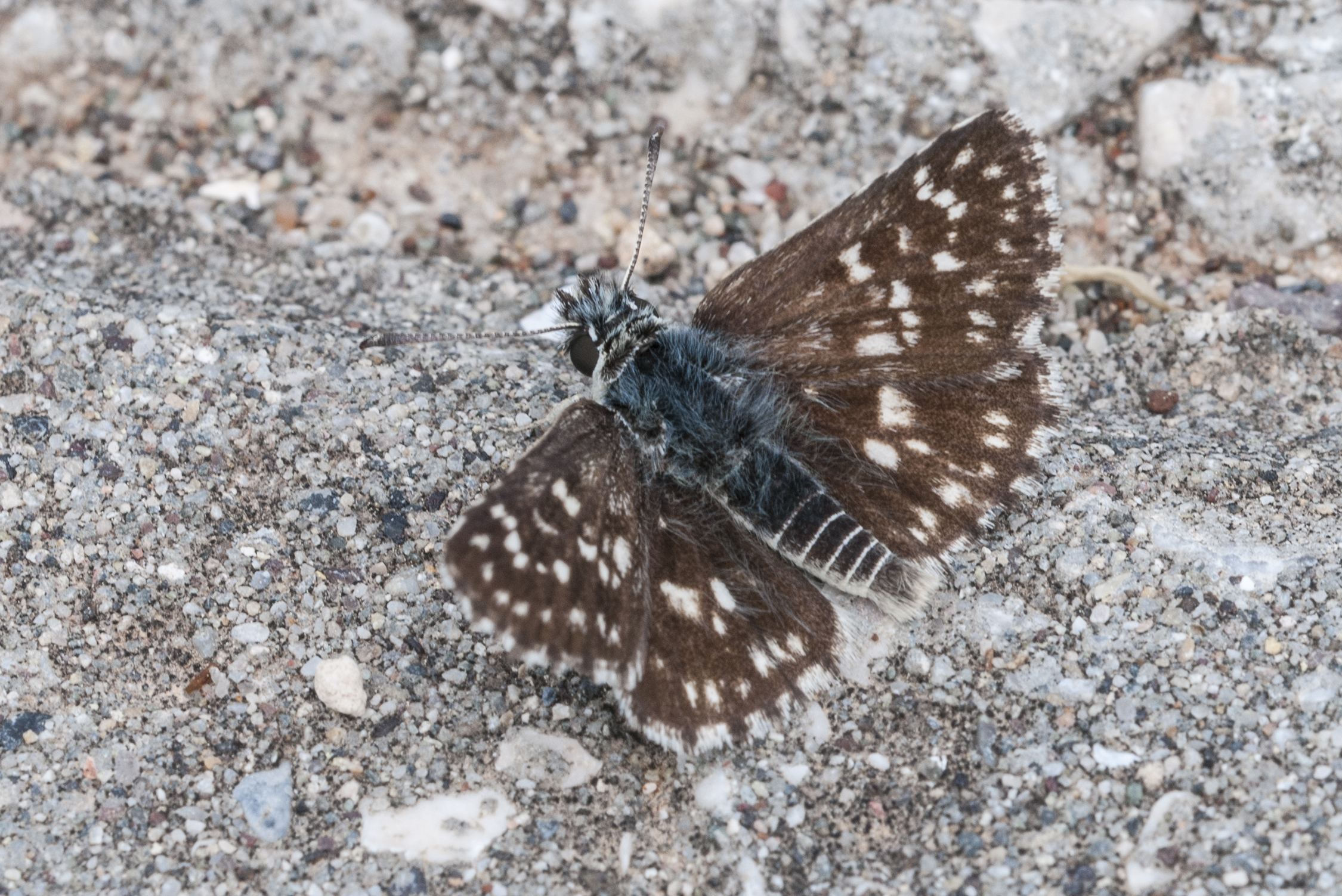
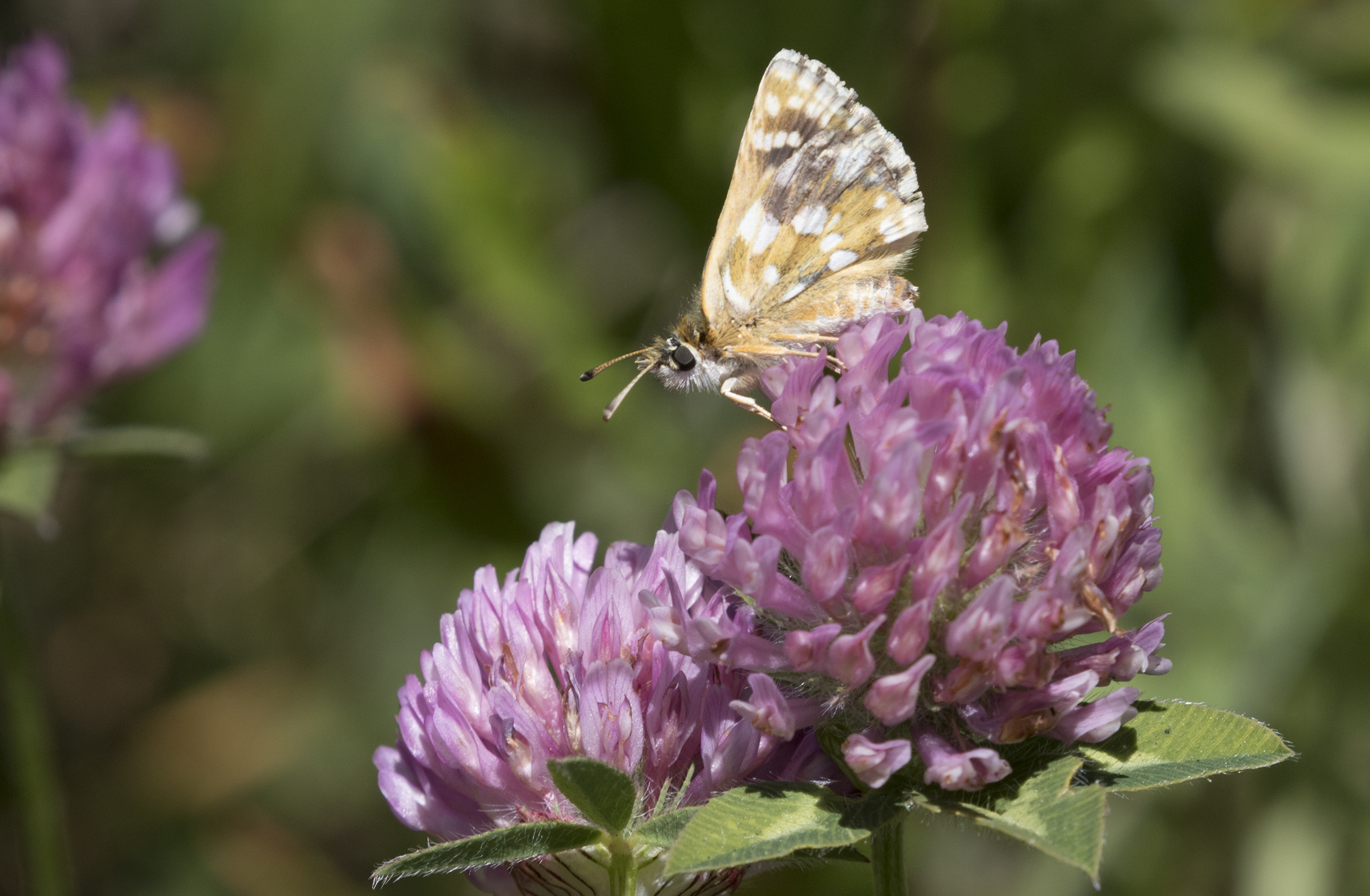
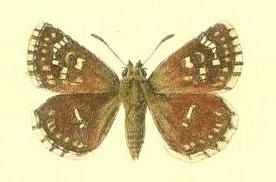
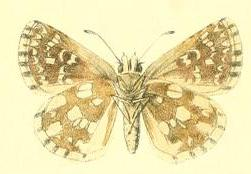